# Međuopćinska nogometna liga Varaždin 1980./81.
Međuopćinska nogometna liga Varaždin za sezonu 1980./81. je bila liga 6. stupnja nogometnog prvenstva Jugoslavije. 
 Sudjelovalo je 13 klubova, a prvak je bio "Zelengaj" iz Donjeg Kućana. 

## Ljestvica
| mj. | klub                      | ut. | pob. | ner. | por. | gol+ | gol- | bod |
| --- | ------------------------- | --- | ---- | ---- | ---- | ---- | ---- | --- |
| 1.  | Zelengaj Donji Kućan      | 26  | 16   | 6    | 4    | 61   | 24   | 38  |
| 2.  | Budućnost Vidovec         | 26  | 14   | 6    | 6    | 61   | 38   | 34  |
| 3.  | Dubravka Turčin           | 26  | 13   | 6    | 7    | 52   | 37   | 32  |
| 4.  | Marof (Novi Marof)        | 26  | 12   | 8    | 6    | 43   | 33   | 32  |
| 5.  | Mladost Sigetec Ludbreški | 26  | 13   | 5    | 8    | 71   | 51   | 31  |
| 6.  | Mladost Varaždin          | 26  | 12   | 5    | 8    | 60   | 50   | 29  |
| 7.  | Podravac Svibovec         | 26  | 10   | 8    | 8    | 46   | 34   | 28  |
| 8.  | Bednja Beletinec          | 26  | 10   | 6    | 10   | 58   | 50   | 26  |
| 9.  | Plitvica Selnik           | 26  | 9    | 8    | 9    | 55   | 47   | 26  |
| 10. | Plitvica Črnec            | 26  | 8    | 7    | 11   | 56   | 46   | 23  |
| 11. | Ivančica Ivanec           | 26  | 5    | 8    | 13   | 33   | 60   | 18  |
| 12. | Orač Petrijnec            | 26  | 7    | 3    | 16   | 33   | 71   | 17  |
| 13. | Sloga Slokovec            | 26  | 6    | 5    | 15   | 33   | 77   | 17  |
| 14. | Zadrugar Hrastovsko       | 26  | 4    | 5    | 17   | 45   | 75   | 13  |

- Črnec – tadašnji naziv za Črnec Biškupečki

## Rezultatska križaljka
| kratica | klub                      | BED | BUD | DUB | IVA | MAR | MLAS | MLAV | ORAČ | PLIČ | PLIS | POD | SLO | ZAD | ZEL |
| --- | ------------------------- | --- | --- | --- | --- | --- | ---- | ---- | ---- | ---- | ---- | --- | --- | --- | --- |
| BED | Bednja Beletinec          |     |     |     |     |     |      |      |      |      |      |     |     |     |     |
| BUD | Budućnost Vidovec         |     |     |     |     |     |      |      |      |      |      |     |     |     |     |
| DUB | Dubravka Turčin           |     |     |     |     |     |      |      |      |      |      |     |     |     |     |
| IVA | Ivančica Ivanec           |     |     |     |     |     |      |      |      |      |      |     |     |     |     |
| MAR | Marof (Novi Marof)        |     |     |     |     |     |      |      |      |      |      |     |     |     |     |
| MLAS | Mladost Sigetec Ludbreški |     |     |     |     |     |      |      |      |      |      |     |     |     |     |
| MLAV | Mladost Varaždin          |     |     |     |     |     |      |      |      |      |      |     |     |     |     |
| ORAČ | Orač Petrijnec            |     |     |     |     |     |      |      |      |      |      |     |     |     |     |
| PLIČ | Plitvica Črnec            |     |     |     |     |     |      |      |      |      |      |     |     |     |     |
| PLIS | Plitvica Selnik           |     |     |     |     |     |      |      |      |      |      |     |     |     |     |
| POD | Podravac Svibovec         |     |     |     |     |     |      |      |      |      |      |     |     |     |     |
| SLO | Sloga Slokovec            |     |     |     |     |     |      |      |      |      |      |     |     |     |     |
| ZAD | Zadrugar Hrastovsko       |     |     |     |     |     |      |      |      |      |      |     |     |     |     |
| ZEL | Zelengaj Donji Kućan      |     |     |     |     |     |      |      |      |      |      |     |     |     |     |
| |                           |     |     |     |     |     |      |      |      |      |      |     |     |     |     |
| podebljan rezultat - utakmice od 1. do 13. kola (1. utakmica između klubova) rezultat normalne debljine - utakmice od 14. do 26. kola (2. utakmica između klubova) rezultat nakošen - nije vidljiv redoslijed odigravanja međusobnih utakmica iz dostupnih izvora rezultat smanjen * - iz dostupnih izvora nije uočljiv domaćin susreta prekrižen rezultat - poništena ili brisana utakmica p - utakmica prekinuta 3:0 p.f. / 0:3 p.f. - rezultat 3:0 bez borbe |                           |     |     |     |     |     |      |      |      |      |      |     |     |     |     |

 Izvori:

## Unutarnje poveznice
- Zona Varaždin – Čakovec – Krapina 1980./81.
- Općinska A liga Ludbreg 1980./81.
- Općinska A liga Varaždin 1980./81.